# Hệ thống các phiên
Các phiên (藩 han) hoặc lãnh địa là một thuật ngữ lịch sử của Nhật Bản, được đặt cho phần đất đai thuộc sở hữu của một chiến binh bắt đầu từ sau thế kỷ thứ 12, hoặc của một daimyo trong thời kỳ Edo và đầu thời kỳ Minh Trị.

## Lịch sử
Trong thời kỳ Chiến Quốc, Toyotomi Hideyoshi đã tạo ra một sự thay đổi cho hệ thống phiên. Hệ thống phong kiến dựa vào đất đai đã trở thành một khái niệm trừu tượng dựa trên các cuộc khảo sát địa chính định kỳ và sản lượng nông nghiệp theo kế hoạch.
Tại Nhật Bản, một lãnh địa phong kiến được xác định trong điều kiện thu nhập dự kiến hằng năm. Điều này khác với chế độ phong kiến phương Tây (feudalism). Ví dụ, một số nhà Nhật Bản học thời kì đầu như Appert và Papinot đánh đấu điểm nổi bật về sản lượng koku hằng năm được cấp cho gia tộc Shimazu ở phiên Satsuma từ thế kỷ thứ 12.
Trong năm 1690, phiên giàu có nhất là phiên Kaga với khoảng hơn một triệu koku. Nơi này thuộc địa phận tỉnh Kaga, tỉnh Etchū và tỉnh Noto.

## Thời kì Edo
Trong thời kỳ Edo, các lãnh địa của daimyo được phân định trong các điều khoản của kokudaka (石高, thạch cao), mà không phải là vùng đất. Các phân khu tỉnh của Nhật hoàng và các phân khu lãnh địa thuộc Mạc phủ là các hệ thống mang tính bổ sung cho nhau. Ví dụ, khi shogun ra lệnh cho để thực hiện một cuộc điều tra dân số hoặc để vẽ bản đồ, công việc được tổ chức dọc theo các phần biên giới của tỉnh kuni.

## Thời kì Minh Trị
Trong thời kì Minh Trị từ năm 1869 tới năm 1871, tước hiệu của daimyo trong hệ thống phiên là phiên tri sự (藩知事, han-chiji) hoặc trì phiên sự (知藩事, chihanji).
Trong năm 1871, gần như tất cả các lãnh địa đều bị giải tán; và hệ thống đô đạo phủ huyện thay thế hệ thống phiên. Vào cùng thời điểm, chính phủ Minh Trị thành lập Phiên Ryūkyū, tồn tại từ năm 1872 tới năm 1879.